# Peponidium orientale
Peponidium orientale är en måreväxtart som först beskrevs av Jean Arènes, och fick sitt nu gällande namn av Alberto Judice Leote Cavaco. Peponidium orientale ingår i släktet Peponidium och familjen måreväxter. Inga underarter finns listade i Catalogue of Life.